# Liriomyza balcanica
Liriomyza balcanica este o specie de muște din genul Liriomyza, familia Agromyzidae, descrisă de Gabriel Strobl în anul 1900. Conform Catalogue of Life specia Liriomyza balcanica nu are subspecii cunoscute.